# 馬自達HR-X

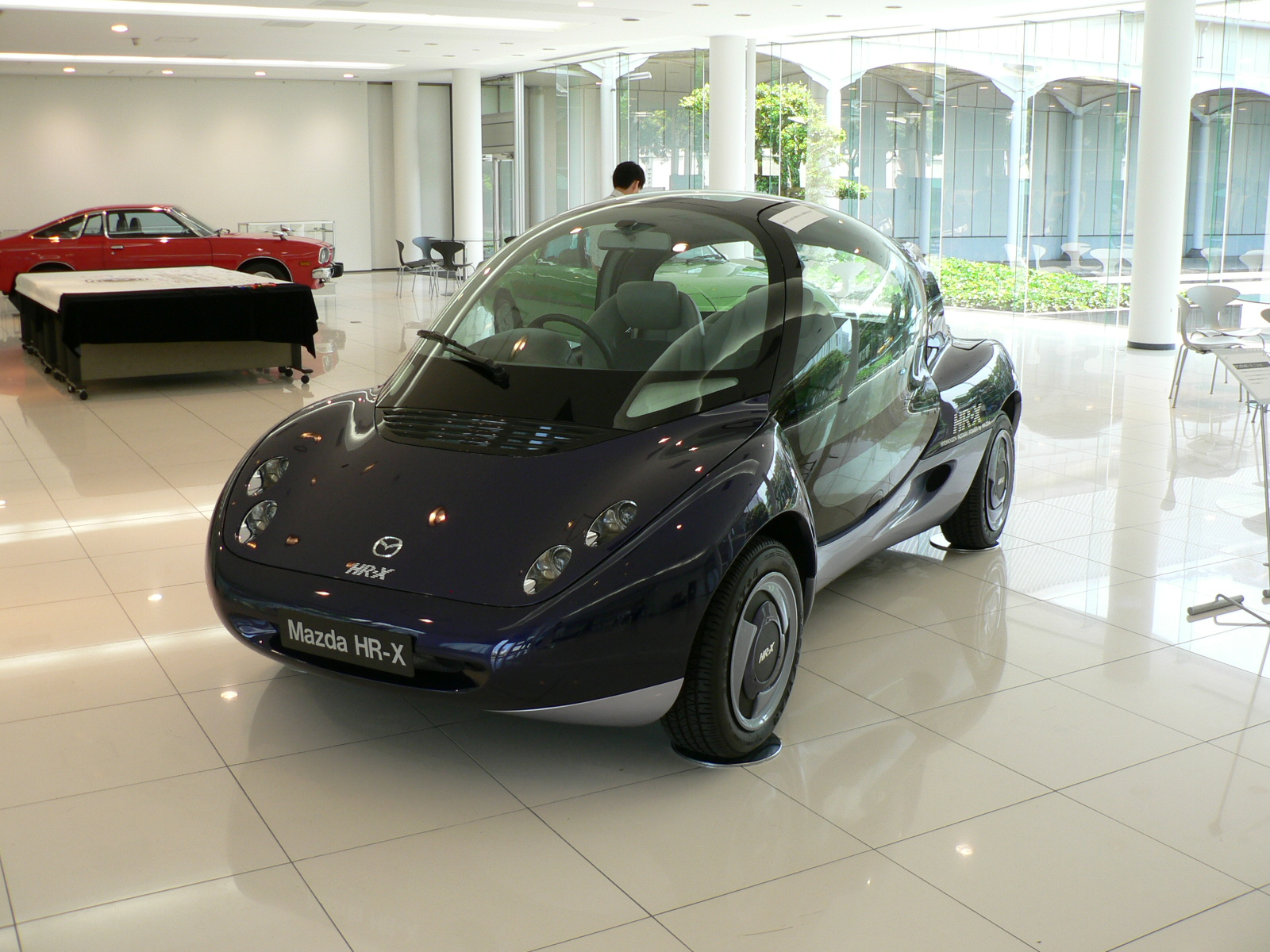
馬自達HR-X

馬自達HR-X（日语：マツダ・HR-X）是一款由日本馬自達汽車公司開發的概念車，其特點是以氫作為動力的轉子引擎。

## 概要
該款車於1991年的東京國際車展上公開亮相，這部概念車是馬自達研發將轉子引擎以氫作為燃料的實驗成果，為轉子引擎與鎳氫電池混合動力車。關於氫燃料的儲存方式是採用「儲氫合金」（日语：水素吸藏合金）；而外觀設計的出發點則為「水滴」。
該開發代號10X型的轉子引擎置於後輪之前，為鋁合金打造，位於轉子三個頂點的油封材質為瓷製。車長3,850mm，車寬1,700mm，車高1,450mm。

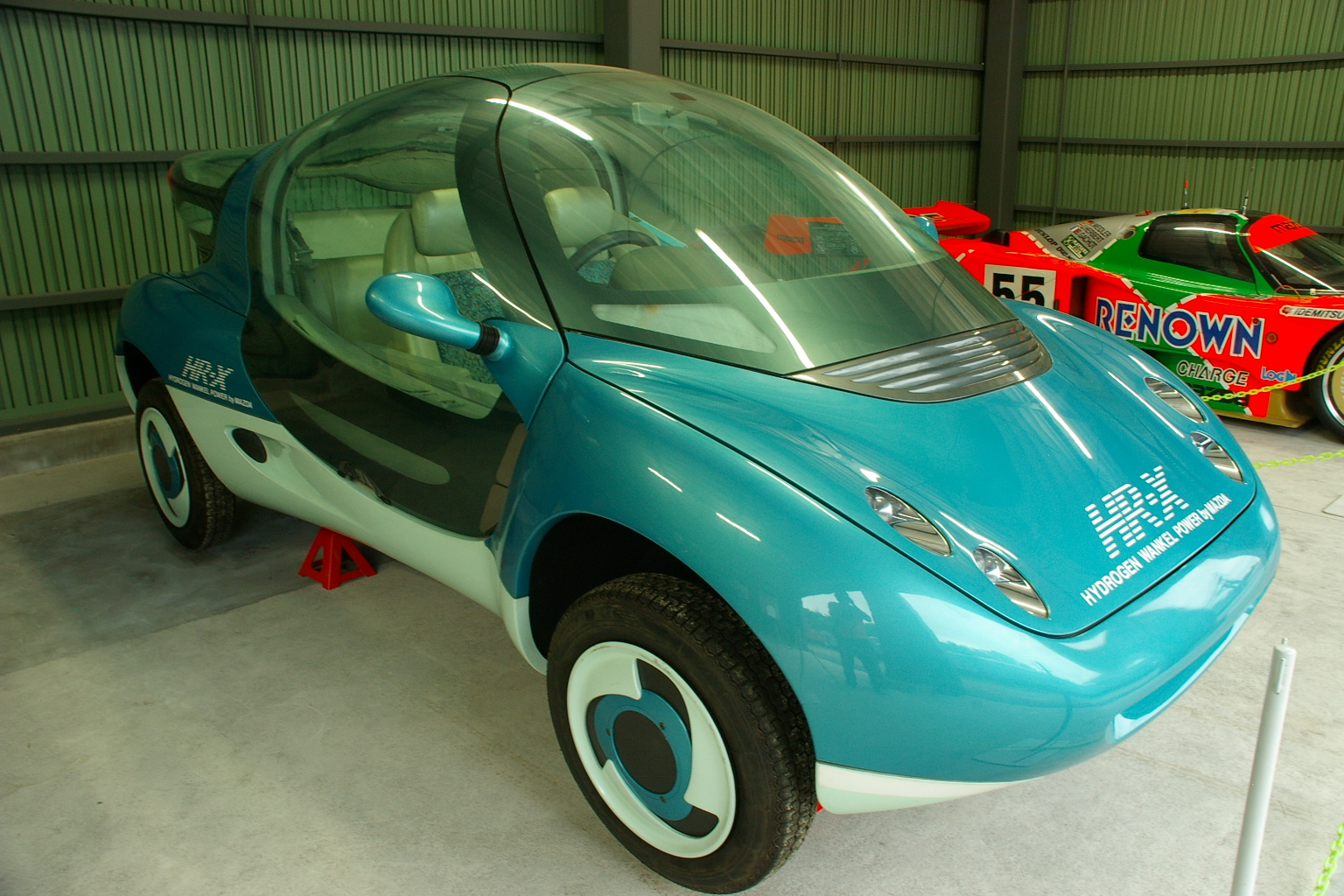
日本小樽市綜合博物館展示的馬自達HR-X
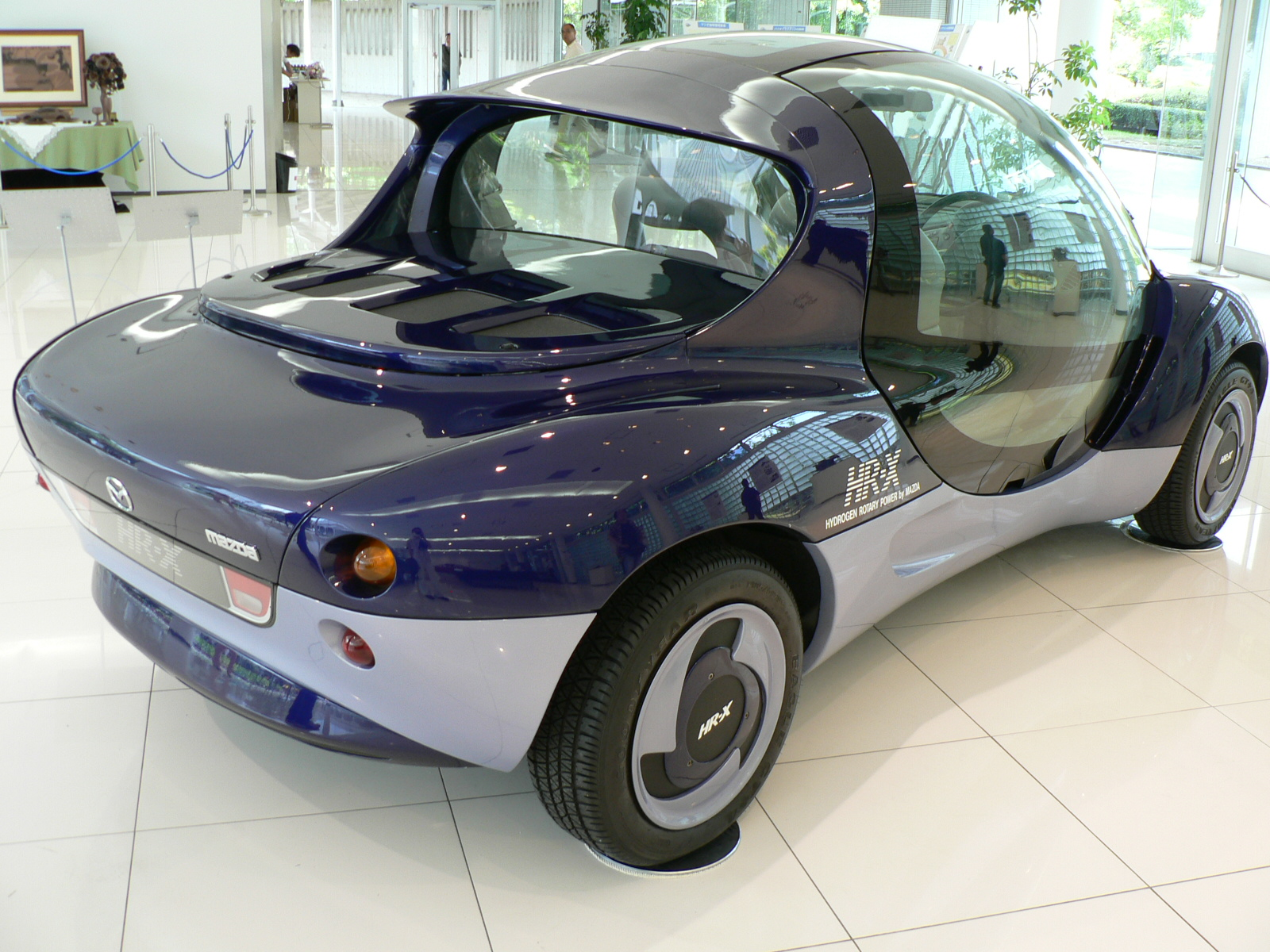
車尾
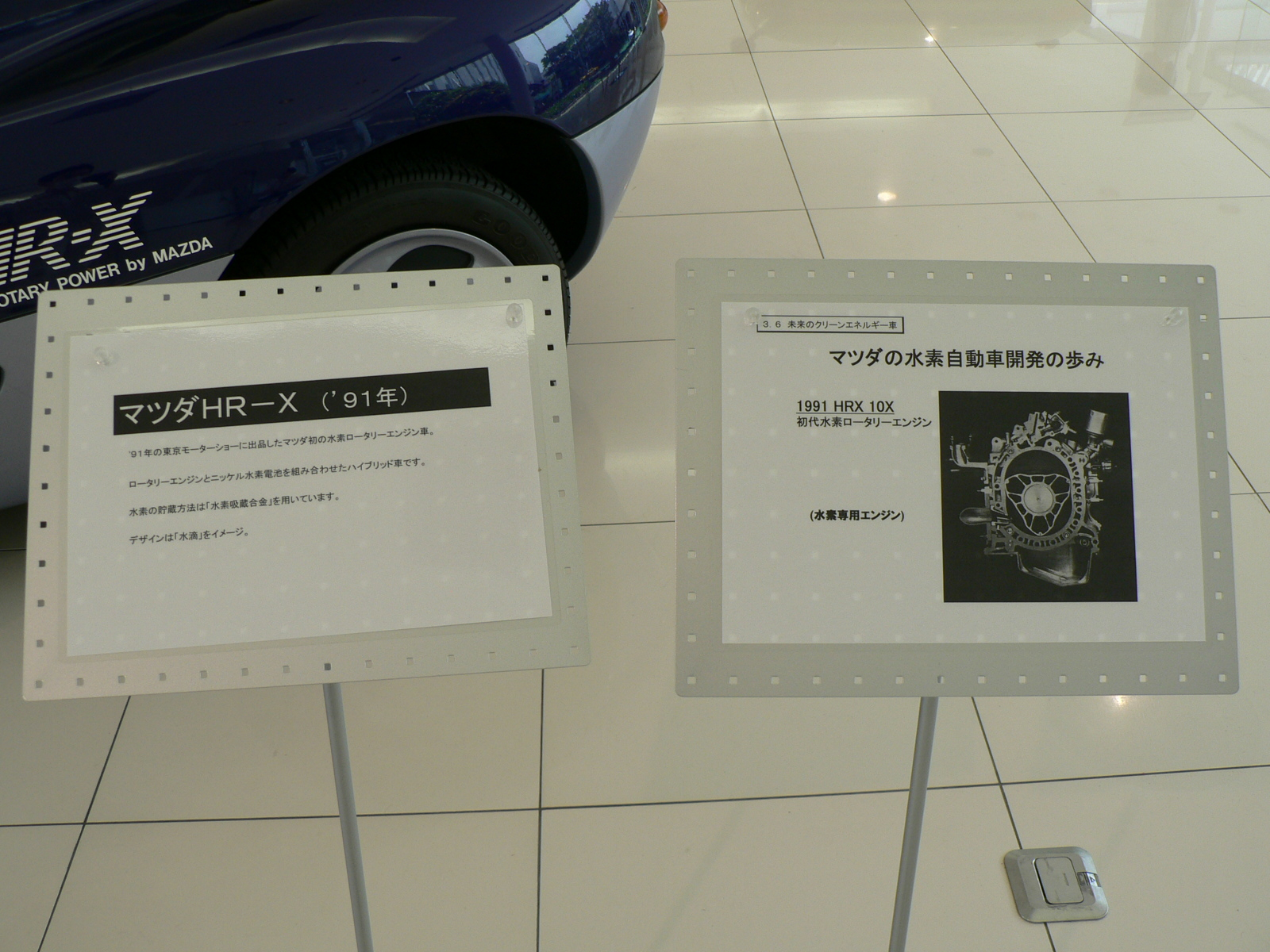
日文說明牌

## 相關連結
- 馬自達RX-8 Hydrogen RE
- 馬自達轉子引擎

## 外部連結
- （英文） Mazda HR-X Concept 1991 （页面存档备份，存于）
- （英文） Hydrogen Fuel Cars 1990-1998 （页面存档备份，存于）